# Socha svatého Václava (Heřmanův Městec)
Socha svatého Václava je barokní pískovcová socha z roku 1723 nalézající se ve městě Heřmanův Městec v okrese Chrudim. Socha stojí na Masarykově náměstí naproti zámku a od roku 1964 je chráněna jako nemovitá kulturní památka. Socha patrona českého národa byla vybudována nákladem majitele panství hraběte Jana Josefa Šporka.

## Popis
Socha světce je umístěná na Masarykově náměstí východně od kašny (západně od kašny stojí socha svatého Jana Nepomuckého). Na pískovcovém podstavci stojí nízký, hranolový, nahoře profilováním okosený sokl s vypouklou čelní stranou. Na podstavci je vyryt chronogram se jménem donátora: „A IOSEPHO COMITE / DE SPORK / EXSTRVCTA FVIT“.
Na soklu stojí pilíř s boky ozdobenými volutami a zakončený nahoře profilovanou římsou. Na vypouklé čelní straně pilíře je v rokajovém medailonu vytesán nápis: „PRO TEGE SANCTT VOSHOS WENCESLAE CLLNTES. FACOMNES COELI PATRONE SALVTE BEARI“.
Na římse pilíře stojí na profilovaném podstavci socha svatého Václava v mírně nadživotní velikosti. Světec je oděn v brnění s přehozeným pláštěm, v pravé ruce drží vztyčené kopí s korouhví, u levé nohy má štít oválného tvaru s plastikou orlice. Světec se dívá směrem vzhůru, na hlavě má posazenou zlacenou korunu. Do podstavce sochy je upevněn kovový držák lucerny.